# فدراسیون بین‌المللی راگبی لیگ
فدراسیون بین‌المللی لیگ راگبی (به انگلیسی: Rugby League International Federation) در ۲۵ ژانویه ۱۹۴۸ در بوردو فرانسه تأسیس شد. این فدراسیون نهاد اداره‌کننده ورزش راگبی ۱۳ نفره در سراسر دنیاست. مقر آن در سیدنی، استرالیا قرار دارد و ریاست آن بر عهده کالین لاو گذاشته شده‌است.
این سازمان مسئولیت برگزاری مسابقات بین‌المللی راگبی ۱۳ از جمله جام جهانی راگبی ۱۳ نفره و چلنج کاپ جهانی این رشته ورزش را بر عهده دارد.
این فدراسیون علاوه بر سازماندهی و هدایت مسابقات بین‌المللی، به تدوین مقررات ورزش راگبی ۱۳ و تعیین رنکینگ جهانی تیم‌های ملی و اعطای جوایز بین‌المللی هم می‌پردازد.
هیئت اداره‌کننده فدراسیون جهانی راگبی لیگ توسط سه کشور اصلی صاحب این رشته ورزشی یعنی استرالیا، نیوزیلند و بریتانیا انتخاب می‌شوند و رئیس فدراسیون با رأی همه اعضای این سازمان انتخاب می‌شود.

## اعضا
هم اکنون ۴۵ کشور عضو این فدراسیون هستند:
- اعضای اصلی: استرالیا، نیوزیلند، بریتانیا، انگلیس، فرانسه، فیجی، پاپوا گینه نو، ساموآ، تونگا، روسیه، آفریقای جنوبی و جزایر کوک
- اعضای پذیرفته: ایرلند، ساموآی آمریکا، آرژانتین، اتریش، ایران، کانادا، چک، استونی، آلمان، یونان، ایتالیا، ساحل عاج
- اعضای ناظر: گرجستان، لتونی، مولداوی، جزایر نورفولک، پرتغال، هند غربی، اوکراین، سنگاپور، جزایر سلیمان

## مسابقات
فدراسیون بین‌المللی راگبی لیگ مسابقات بین‌المللی متعددی را برای این رشته ورزشی برگزار می‌کند:
- جام جهانی راگبی ۱۳ نفره که از سال ۱۹۵۴ آغاز شده‌است.
- جام جهانی راگبی ۱۳ بانوان که از سال ۲۰۰۰ به همراه مسابقات جام جهانی مردان این رشته برگزار می‌شود.
- جام ملت‌های راگبی لیگ اروپا
- جام راگبی لیگ مدیترانه
- جام راگبی لیگ اقیانوسیه
- راگبی لیگ سه ملت
- تورنمنت راگبی لیگ کشورهای تازه‌کار
- جام ملت‌های دانشجویان
- چلنج کاپ جهانی که بین قهرمان لیگ برتر راگبی (در انگلیس و فرانسه) و قهرمان لیگ ملی راگبی (در استرالیا و نیوزیلند) برگزار می‌شود.

از مسابقات داخلی راگبی لیگ که تحت نظارت و کمک این فدراسیون برگزار می‌شود می‌توان به لیگ ملی راگبی در استرالیا و نیوزیلند، لیگ برتر و چلنج کاپ اروپا، و لیگ ملی راگبی آمریکا و قهرمانی راگبی روسیه اشاره کرد.

## مقررات بازی
از ۱۹۴۸ تاکنون تعیین مقررات راگبی لیگ بر عهده این فدراسیون بوده‌است. مسئولین فدراسیون جهانی و فدراسیون‌های ملی ۴ کشور صاحب راگبی دنیا یعنی استرالیا، نیوزیلند، انگلیس و فرانسه در ملاقات‌های نیمه منظمی که تا ۴ بار در طول سال انجام می‌شود، در مورد قوانین این رشته ورزشی به بحث و تصمیم‌گیری می‌پردازند. البته همه کشورهای عضو حق شرکت در این جلسات و ارائه نظر خود را دارند، اما مسئولیت تصمیم‌گیری بر عهده همان ۵ فدراسیون است.

## ساختار
مجمع عمومی دو تا چهار بار در طول سال تشکیل جلسه می‌دهد و در مورد تمام مسائل مربوط به این ورزش حق تصمیم‌گیری دارد. حق رأی ۱۲ کشور اصلی بسیار بیشتر از سایر اعضاست.
هم اکنون کالین لاو از استرالیا رئیس و ریچارد لوئیس از بریتانیا نایب رئیس فدراسیون است.

## جوایز
از سال ۲۰۰۴ فدراسیون بین‌المللی راگبی لیگ در مراسمی بهترین بازیکن، مربی، داور، کاپیتان و بهترین تیم تازه وارد در مسابقات بین‌المللی و بازیکن ملت‌های در حال پیشرفت را معرفی و جوایزی را به آنان اعطا می‌کند.

## رده‌بندی بین‌المللی
اولین رنکینگ بین‌المللی راگبی لیگ توسط فدراسیون راگبی لیگ اروپا در ژانویه ۲۰۰۷ تهیه شد. پس از آن فدراسیون بین‌المللی راگبی لیگ رنکینگ تمام تیم‌های ملی شرکت کنده در مسابقات بین‌المللی را اعلام کرد. این رنکینگ براساس نتایج مسابقات تیم‌های ملی تعیین می‌شود و تورنمنتهای مهم مانند جام جهانی، راگبی لیگ سه ملت و فینال تورنمنت‌های بین‌المللی امتیاز بیشتری از مسابقات دوستانه و بازی‌های رسمی کم اهمیت تر دارند. تعداد مسابقات هر تیم هم معیار مهمی در بالا رفتن امتیاز تیم‌ها در این جدول است.